# Léon Francioli
Pour les articles homonymes, voir Francioli.
 (février 2023).
Si vous disposez d'ouvrages ou d'articles de référence ou si vous connaissez des sites web de qualité traitant du thème abordé ici, merci de compléter l'article en donnant les références utiles à sa vérifiabilité et en les liant à la section « Notes et références ».
Léon Francioli (né à Lausanne le 22 mai 1946, et mort le 9 mars 2016) est un contrebassiste et violoncelliste suisse.

## Biographie
Après des études de piano et contrebasse au Conservatoire de Lausanne, Léon Francioli travaille en studio surtout le rock et le classique. Il est membre fondateur et guitariste solo du groupe instrumental Les Aiglons, avec lequel il a enregistré plusieurs disques pour le label Golf Drouot de Barclay, de 1963 à 1965.
En 1970 sort un premier disque sous son nom avec les batteurs Alain Petitmermet et Pierre Favre, le guitariste Pierre Cullaz et le saxophoniste Alan Skidmore. Michel Portal fait appel à lui pour un concert à Nantes et au festival de Châteauvallon (1972), Beb Guérin, Favre et Bernard Vitet complétant le groupe. Il a ainsi l'occasion pour la première fois de jouer en duo avec Favre, expérience qu'ils poursuivront jusqu'aux années 80, et enregistreront, sans se priver pour autant d'autres aventures, ensemble ou séparément, avec John Tchicai, Albert Mangelsdorff (Triple Entente), Don Cherry, Radu Malfatti (Humanimal) etc., et en solo.
Dans les années 1970, il a accompagné les chanteurs Félix Leclerc et Ricet Barrier.
En 1982, il participe à la création du BBFC (J.-F. Bovard, trombone, Daniel Bourquin, anches, Olivier Clerc, drums). En 1984, il joue également avec Favre et Stan Tracey. Compositeur de musiques de films (Les petites fugues, Le Bus...), il travaille aussi pour des compagnies de danse.
En 1995, il obtient le Grand Prix de la Fondation vaudoise pour la culture. Depuis 1991, il a créé avec d'autres musiciens de nombreux concerts-spectacles (Border Line, Le Cirque, Une saison en enfer, Amnésie Internationale, Délices des Jardins...)
Il a constitué un groupe avec Daniel Bourquin, Les Nouveaux Monstres.
Il est mort à Lausanne le 9 mars 2016 des suites du cancer.